# Order Świętego Stanisława (odznaczenie prywatne)

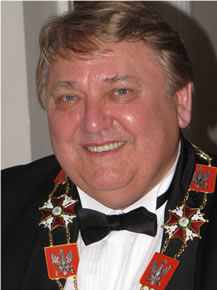
Jeden z wielu „Wielkich Mistrzów” – Waldemar Wilk z łańcuchem „orderu” na szyi w 2011 r.

Order Świętego Stanisława – prywatne odznaczenie nadawane przez kilka organizacji.
Od 2. połowy XX wieku nazwę taką nosiło lub nosi kilka prywatnych odznaczeń, których nadający i odznaczeni uważają swoje odznaczenia i siebie za kontynuatorów historycznego Orderu Świętego Stanisława.
Pierwszą próbą stworzenia nowego orderu św. Stanisława, stał się utworzony około 1950 we Włoszech Ordine di St.Stanislao, na którego czele miał stać książę Aleksandr Golicyn. Miał pięć klas, wygląd orderu stanisławowskiego (lecz na wstędze typu rosyjskiego z dwoma białymi paskami. Działał prawie do 1970. Kawalerem zostawało się po uiszczeniu sowitych opłat.
W 1979 nieuznawany przez większość emigracji polskiej za Prezydenta Polski na wychodźstwie, Juliusz Nowina-Sokolnicki (nie potwierdzony także za prawowitego Prezydenta przez polski rząd po odzyskaniu suwerenności w 1989 r.), wydał „dekret” 9 czerwca 1979 r., przywracający Order św. Stanisława. Sam obwołał się jego VIII wielkim mistrzem, przedstawicielem w kraju miał być kanclerz kapituły. Sokolnicki używał tytułu VIII wielkiego mistrza orderu, bezpośrednio po carze Mikołaju II, jakkolwiek jeśli ktokolwiek był legalnym następcą ostatniego cara, to jako wielki mistrz rosyjskiego Królewsko-Carskiego św. Stanisława byliby nimi legalni pretendenci do tronu Rosji. W zależności od klasy orderu wymagał od odznaczonego osoby uiszczenia opłaty w wysokości od 150 do 1000 dolarów. Po odzyskaniu przez Polskę suwerenności, Juliusz Nowina-Sokolnicki swoim dekretem z 15 września 1990 r. „wyłączył” order z listy polskich odznaczeń państwowych i przekształcił go w Niezależny Order Św. Stanisława (na wzór Zakonu Kawalerów Maltańskich), zachowując stanowisko samozwańczego dziedzicznego Księcia Wielkiego Mistrza Orderu. 
Dawny Order stał się prywatnym odznaczeniem międzynarodowym, gdyż nastąpiły następnie rozłamy wśród organizacji przyznających odznaczenie. 
W 2002 część działaczy wybrała na urząd Wielkiego Mistrza Marka Kwiatkowskiego dyrektora Łazienek Królewskich w Warszawie. Część hierarchii katolickiej zaangażowała się w promocję odnowionego orderu pod zwierzchnictwem Marka Kwiatkowskiego, ale jako odznaczenia Stowarzyszenia Kawalerów Św. Stanisława.
Od 2003 przyznawany również jako order domowy Marii Władymirowej Romanowej.
Od 2004 r. także przez osobną organizację, która odseparowała się od orderu Nowiny-Sokolnickiego i nadaje go pod nazwą The International Order of St. Stanislas.
We wrześniu 2006 Leszek Wierzchowski dokonał w imieniu Polskiego Ruchu Monarchistycznego prawnego wskrzeszenia Orderu Św. Stanisława, powołując się na statutowe i programowe dziedzictwo swej partii – Polskiego Ruchu Monarchistycznego z ideami króla Polski Stanisława Augusta Poniatowskiego. Rozpoczęto nadawanie orderu z ramienia Rady Regencyjnej PRM.
Od 2009 nadawany jest też przez Stanisława Pagacza, uważającego się za następcę Juliusza Nowina-Sokolnickiego na funkcji wielkiego mistrza.

## Odznaczeni
Pełna lista kawalerów odznaczenia nadawanego przez Nowinę-Sokolnickiego z lat 1979–2004, została opublikowana w albumie, wydanym w 2005 przez Ryszarda Tymoteusza Komorowskiego pt. Kawalerowie i Damy Orderu Świętego Stanisława. Zawarto tam również historię orderu i jego współczesne funkcjonowanie jako prywatnego odznaczenia.